# Tebo
Tebo ist ein indonesischer Regierungsbezirk (Kabupaten) in der Provinz Jambi auf der indonesischen Insel Sumatra. Ende 2023 leben hier 362.946 Menschen, davon sind 186517 (51,39 %) männlich und 176.429 (48,61 %) weiblich – auf 100 Frauen kommen also (rechnerisch) 105,72 Männer (bzw. 94,59 Frauen auf 100 Männer). Flächenmäßig liegt Tebo hinter Merangin und vor Sarolangun auf Platz 2 der Rangliste. Hinsichtlich der Bevölkerung wird Platz 5 aller elf Verwaltungseinheiten der zweiten Ebene (Kota + Kabupaten) in der Provinz Jambi belegt. Die Bevölkerungsdichte von 59,5 Einwohner je km² liegt unter dem Provinzdurchschnitt (76,7).

## Geographie

### Lage
Tebo ist der nördlichste Kabupaten der Provinz Jambi und grenzt im Nordosten an den Kabupaten Tanjung Jabung Barat, im Südosten und Süden an Batang Hari und ebenfalls im Süden (aber westlicher) an Merangin sowie im Südwesten an Bungo. Die nördlichen Grenzen bestehen zur Provinz Riau: Kabupaten Kuantan Singingi im Nordwesten, Indragiri Hulu im Norden, Indragiri Hilir (im Nordosten auf ca. 6 km). 
Geografisch belegt der Bezirk die Koordinaten zwischen 0° 52′ 32″ und 1° 54′ 50″ s. Br. sowie zwischen 101° 48′ 57″ und 102° 49′ 17″ ö. L. 85 % des Territoriums liegen unterhalb von 99 m.

## Verwaltungsgliederung
Der Regierungsbezirk Tebo gliedert sich seit 2004 in 12 Distrikte (indonesisch Kecamatan). Zur Volkszählung 2020 existierten 112 Dörfern, 5 davon waren als Kelurahan städtisch geprägt. Sie wurden weiterhin in 1886 RT, 455 Dusun und (nur die Kelurahan) in 44 RW unterteilt. Ende 2023 hatte sich die Zahl der Dörfer auf 129 (122/7) erhöht. Die aktuelle Liste ist unter den aktuellen Bevölkerungsdaten weiter unten zu finden.
| Code 1   | Kecamatan Distrikt | Ibu Kota Verwaltungssitz | Fläche (km²) | Einw. Zensus 2010 2 | Volkszählung 2020 | Volkszählung 2020 | Volkszählung 2020 | Anzahl der Desa/Kel. 6 |
| Code 1   | Kecamatan Distrikt | Ibu Kota Verwaltungssitz | Fläche (km²) | Einw. Zensus 2010 2 | Einw. 3           | 0Dichte 40        | Sex Ratio 5       | Anzahl der Desa/Kel. 6 |
| -------- | ------------------ | ------------------------ | ------------ | ------------------- | ----------------- | ----------------- | ----------------- | ---------------------- |
| 15.09.01 | Tebo Tengah        | Muara Tebo               | 983,56       | 34.345              | 40.161            | 40,8              | 105,51            | 10 / 200               |
| 15.09.02 | Tebo Ilir          | Sungai Bengkal           | 708,70       | 25.009              | 28.314            | 40,0              | 104,36            | 10 / 100               |
| 15.09.03 | Tebo Ulu           | Pulau Temiang            | 410,30       | 31.335              | 33.011            | 80,5              | 102,48            | 16 / 100               |
| 15.09.04 | Rimbo Bujang       | Wirotho Agung            | 406,92       | 59.821              | 63.320            | 155,6             | 106,07            | 7 / 100                |
| 15.09.05 | Sumay              | Teluk Singkawang00       | 1.268,00     | 17.585              | 21.398            | 16,9              | 109,19            | 12000                  |
| 15.09.06 | VII Koto           | Sungai Abang             | 658,79       | 17.858              | 19.958            | 30,3              | 106,26            | 10000                  |
| 15.09.07 | Rimbo Ulu          | Suka Damai               | 295,74       | 34.780              | 37.586            | 127,1             | 105,70            | 6000                   |
| 15.09.08 | Rimbo Ilir         | Karang Dadi              | 214,34       | 21.412              | 23.408            | 109,2             | 104,40            | 9000                   |
| 15.09.09 | Tengah Ilir        | Mangupeh                 | 221,44       | 19.220              | 25.968            | 117,3             | 109,67            | 5000                   |
| 15.09.10 | Serai Serumpun00   | Sekutur Jaya             | 315,70       | 7.578               | 9.551             | 30,3              | 107,14            | 8000                   |
| 15.09.11 | VII Koto Ilir      | Balai Rajo               | 468,21       | 13.199              | 17.866            | 38,2              | 106,69            | 6000                   |
| 15.09.12 | Muara Tabir        | Pintas Tuo               | 509,30       | 15.593              | 17.128            | 33,6              | 107,24            | 8000                   |
| 15.09    | Kab. Tebo          | Muara Tebo               | 6.461,00     | 297.735             | 337.69            | 52,3              | 105,94            | 107 / 5                |

### Soziale Daten 2020
| Merkmal                                                            | Kabupaten | 0Provinz Jambi0 |
| ------------------------------------------------------------------ | --------- | --------------- |
| Bevölkerung unterhalb der Armutsgrenze (Tsd.)0                     | 22,47     | 277,80          |
| Anteil der „armen Bevölkerung“ (indonesisch Penduduk miskin) (%)00 | 06,26     | 007,58          |
| Arbeitslosenrate (%)                                               | 02,95     | 005,13          |
| Lebenserwartung bei der Geburt (Jahre)                             | 69,99     | 073,33          |
| HDI-Index                                                          | 69,14     | 071,29          |
| Analphabetenquote (in %, 15+ J.)                                   | 02,10     | 001,64          |
| Anteil der Altersgruppen                                           | 0Real0    | 0Prozentual0    |
| Kinder (<15 J.)                                                    | 089.231   | 026,43          |
| arbeitsfähige Bevölkerung (15–64 J.)                               | 234.202   | 069,36          |
| Rentner und Pensionäre (>65 J.)                                    | 014.236   | 004,22          |

## Demographie
Zur Volkszählung 2000 lebten 222.232 Menschen im Bezirk, zehn Jahre später waren es 297.735 (davon 143.843 Frauen, also 48,31 %). Die letzte Volkszählung 2020 ermittelte einen Frauenanteil von 48,56 Prozent (163.961 Frauen von 337.669 Einwohnern).
Der Islam war und ist die vorherrschende Religion. Im Jahr 2020 bekannten sich 96,19 Prozent der Bevölkerung hierzu. Christen waren mit 12.931 (3,56 %) Gläubigen vertreten, davon waren 11.02 Protestanten und 1.729 Katholiken. Angaben über genutzte Gebäude liegen keine vor.

### Aktuelle Bevölkerungsdaten zur Bevölkerungsfortschreibung
Nachfolgende Tabelle gibt den Einwohnerstand nach Geschlecht vom Jahresende 2022 und zum Jahresende 2023 wieder. Er resultiert aus den Ergebnissen der Fortschreibung durch die örtlichen Zivilregistrierungsbüros (Disdukcapil, indonesisch Dinas Kependudukan dan Pencatatan Sipil). Die Jahresendstände können in zwei interaktiven Karten abgerufen werden. Auf Grund der Veränderung der Territorialstruktur wurde eine Spalte mit der Anzahl der Dörfer bzw. Kelurahan angefügt.
| Kecamatan        | Jahresende 2022 2 | Jahresende 2022 2 | Jahresende 2022 2 | Jahresende 2022 2 | Jahresende 2023 | Jahresende 2023 | Jahresende 2023 | Dichte 2023 | Sex Ratio 2023 | Desa / Kelurahan 2023 |
| Kecamatan        | Fläche (km²)      | Bev. insg.        | männl.            | weibl.            | Bev. insg.      | männl.          | weibl.          | Dichte 2023 | Sex Ratio 2023 | Desa / Kelurahan 2023 |
| ---------------- | ----------------- | ----------------- | ----------------- | ----------------- | --------------- | --------------- | --------------- | ----------- | -------------- | --------------------- |
| Tebo Tengah      | 747,71            | 42.210            | 21.527            | 20.683            | 42.799          | 21.808          | 20.991          | 57,2        | 103,89         | 10 / 2000             |
| Tebo Ilir        | 418,60            | 29.724            | 15.195            | 14.529            | 30.266          | 15.461          | 14.805          | 72,3        | 104,43         | 11 / 1000             |
| Tebo Ulu         | 176,50            | 34.519            | 17.526            | 16.993            | 34.539          | 17.544          | 16.995          | 195,7       | 103,23         | 16 / 1000             |
| Rimbo Bujang     | 341,56            | 65.250            | 33.473            | 31.777            | 66.046          | 33.888          | 32.158          | 193,4       | 105,38         | 13 / 3000             |
| Sumay            | 1.239,72          | 25.130            | 13.105            | 12.025            | 26.241          | 13.719          | 12.522          | 21,2        | 109,56         | 12 / –000             |
| Vii Koto         | 761,63            | 20.143            | 10.316            | 9.827             | 20.438          | 10.476          | 9.962           | 26,8        | 105,16         | 10 / –000             |
| Rimbo Ulu        | 358,84            | 38.645            | 19.790            | 18.855            | 39.044          | 20.021          | 19.023          | 108,8       | 105,25         | 12 / –000             |
| Rimbo Ilir       | 257,08            | 23.882            | 12.141            | 11.741            | 23.807          | 12.143          | 11.664          | 92,6        | 104,11         | 10 / –000             |
| Tengah Ilir      | 450,20            | 28.035            | 14.624            | 13.411            | 28.967          | 15.103          | 13.864          | 64,3        | 108,94         | 6 / –000              |
| Serai Serumpun00 | 414,54            | 10.955            | 5.690             | 5.265             | 11.148          | 5.792           | 5.356           | 26,9        | 108,14         | 8 / –000              |
| Vii Koto Ilir    | 417,03            | 19.742            | 10.206            | 9.536             | 20.804          | 10.802          | 10.002          | 49,9        | 108,00         | 6 / –000              |
| Muara Tabir      | 689,19            | 18.640            | 9.632             | 9.008             | 18.847          | 9.760           | 9.087           | 27,3        | 107,41         | 8 / –000              |
| Kab. Tebo        | 6.272,60 1        | 356.875           | 183.225           | 173.650           | 362.946         | 186.517         | 176.429         | 57,9        | 105,72         | 122 / –000            |

### Verzeichnis der Kelurahan
Die nachfolgende Liste gibt den Einwohnerstand zum Jahresende 2022 (Semester II/2022) und genau ein Jahr später für alle sieben Kelurahan im Bezirk Tebo wieder.
Neben der Fläche und den Einwohnerzahlen sind auch deren Zugehörigkeiten zu den vier Kecamatan aufgeführt, ebenso die errechneten Ergebnisse der Bevölkerungsdichte (in Einw. je km²) sowie des Geschlechterverhältnisses (Sex Ratio). Als erste Spalte ist der Strukturcode des indonesischen Innenministeriums angegeben. Er gibt gleichfalls Aufschluss über die Zugehörigkeit der Dörfer zu den übergeordneten Verwaltungsebenen: Die ersten drei Zahlenpärchen werden durch Punkte getrennt und geben die Provinz, den Regierungsbezirk (Kabupaten) und den Distrikt (Kecamatan) an. Als letztes folgt nach einem weiteren Trennungspunkt der vierstellige „Dorfcode“ – wobei städtisch geprägte Kelurahan immer mit 1 und „normale“ (ländliche) Desa mit einer 2 beginnen. Die Statistikseiten von BPS (Badan Pusat Statistik) verwenden eine andere Nomenklatur, auf die hier nicht näher eingegangen werden soll, da sie nur bei den Volkszählungen Anwendung findet.
Wie bei vorstehender Tabelle entstammen alle Daten der Fortschreibung durch die örtlichen Zivilregistrierungsbüros (Disdukcapil).
| Struktur- code | Kecamatan      | Kelurahan        | Bevölkerung am Jahresende 2022 | Bevölkerung am Jahresende 2022 | Bevölkerung am Jahresende 2022 | Bevölkerung am Jahresende 2022 | Bevölkerung am Jahresende 2023 | Bevölkerung am Jahresende 2023 | Bevölkerung am Jahresende 2023 | Bevölkerung am Jahresende 2023 | Bevölkerung am Jahresende 2023 |
| Struktur- code | Kecamatan      | Kelurahan        | Fläche (km²)                   | Gesamt                         | männlich                       | weiblich                       | Gesamt                         | männlich                       | weiblich                       | Dichte                         | Sex Ratio                      |
| -------------- | -------------- | ---------------- | ------------------------------ | ------------------------------ | ------------------------------ | ------------------------------ | ------------------------------ | ------------------------------ | ------------------------------ | ------------------------------ | ------------------------------ |
| 15.09.01.1001  | Tebo Tengah    | Matebo           |                                |                                |                                |                                |                                |                                |                                |                                |                                |
| 15.09.01.1002  | Tebo Tengah    | Tebing Tinggi    | 1,45                           | 11.897                         | 6.086                          | 5.811                          | 12.000                         | 6.141                          | 5.859                          | 8.275,9                        | 104,81                         |
| 15.09.02.1001  | Tebo Ilir      | Sungai Bengkal00 | 48,66                          | 6.010                          | 3.031                          | 2.979                          | 5.897                          | 2.980                          | 2.917                          | 121,2                          | 102,16                         |
| 15.09.03.1001  | Tebo Ulu       | Pulau Temiang    | 17,41                          | 5.241                          | 2.656                          | 2.585                          | 5.228                          | 2.656                          | 2.572                          | 300,3                          | 103,27                         |
| 15.09.04.1001  | Rimbo Bujang00 | Wirotho Agung    | 35,37                          | 10.527                         | 5.352                          | 5.175                          | 10.144                         | 5.144                          | 5.000                          | 286,8                          | 102,88                         |
| 15.09.04.1009  | Rimbo Bujang00 | Sarana Agung     |                                |                                |                                |                                |                                |                                |                                |                                |                                |
| 15.09.04.1010  | Rimbo Bujang00 | Mandiri Agung    |                                |                                |                                |                                |                                |                                |                                |                                |                                |

## Geschichte
Der Kabupaten Tebo wurde im Oktober 1999 vom Kabupaten Bungo abgespalten, der bis dahin Kabupaten Bungo Tebo hieß. Der „Mutterbezirk“ gab damals den nordöstlichen Teil seines Territoriums (ca. 58 %: 6.461 von 11.120 km²) mit den vier Kecamatan Tebo Ilir, Tebo Tengah, Tebo Ulu und Rimbo Bujang zur Neubildung ab. Diese vier Kecamatan entwickelten sich durch Abtrennung und Reorganisation von Dörfern zu der heute bestehenden Anzahl. Zuletzt wurden im Jahr 2004 die Distrikte Serai Serumpun (aus Tebo Ulu), VII Koto Illir (aus VII Koto) und Muara Tabir (aus Tebo Ilir) gebildet.